# Saint-Avertin
Pour l’article homonyme, voir Avertin de Tours.
Saint-Avertin est une commune française située dans le département d'Indre-et-Loire en région Centre-Val de Loire. Intégrée au sein de la métropole de Tours, elle en est la cinquième commune plus peuplée avec près de 15 000 habitants en 2022.
Essentiellement urbanisée, la ville est principalement constituée de quartiers pavillonnaires de classes moyennes et supérieures construits après la Seconde guerre mondiale. 

## Géographie

### Communes limitrophes
Les communes limitrophes sont  Chambray-lès-Tours, Larçay, Saint-Pierre-des-Corps et Tours.
| Tours          | Saint-Pierre-des-Corps |        |
| Joué-lès-Tours | Saint-Avertin          | Larçay |
|                | Chambray-lès-Tours     |        |

### Hydrographie

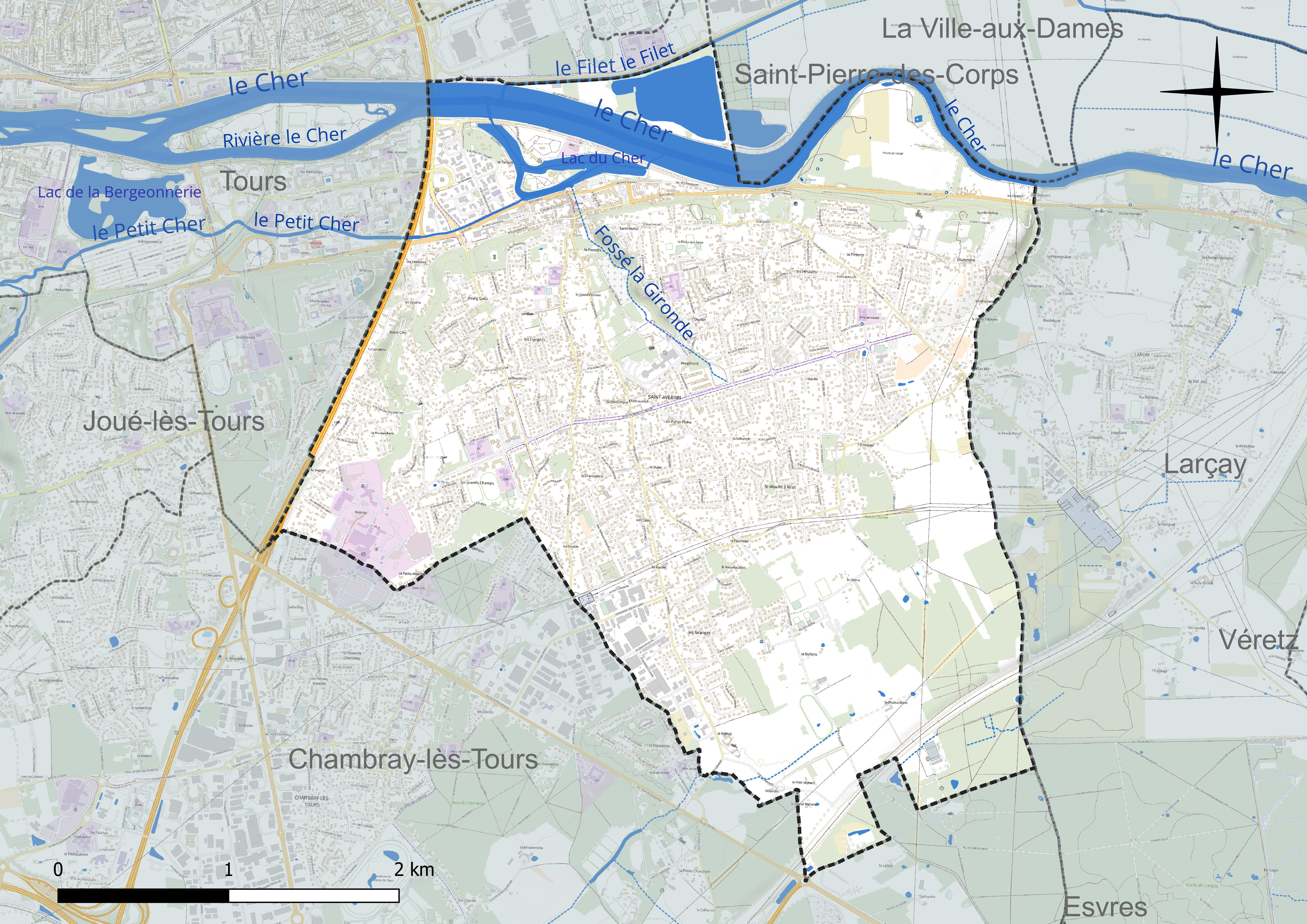
Réseau hydrographique de Saint-Avertin.

La commune est traversée d'est en ouest par le Cher (3,415 km). Le réseau hydrographique communal, d'une longueur totale de 6,95 km, comprend un autre cours d'eau notable, le Filet (0,194 km), et trois petits cours d'eau dont le petit cher (0,757 km),.
Le Cher, d'une longueur totale de 365,5 km, prend sa source à 714 mètres d'altitude à Mérinchal, dans la Creuse et se jette dans la Loire à Villandry, à 40 m d'altitude, après avoir traversé 117 communes. Le Cher présente des fluctuations saisonnières de débit assez marquées. Sur le plan de la prévision des crues, la commune est située dans le tronçon du Cher tourangeau, dont la station hydrométrique de référence la plus proche est située à  Tours [Pont Saint Sauveur]. Le débit mensuel moyen (calculé sur 53 ans pour cette station) varie de 25,8 m3/s au mois d'août à 192 m3/s au mois de février. Le débit instantané maximal observé sur cette station est de 1 000 m3/s le 24 mars 1988, la hauteur maximale relevée a été de 4,96 m le 5 juin 2016,.
Ce cours d'eau est classé dans les listes 1 et 2 au titre de l'article L. 214-17 du code de l'environnement sur le Bassin Loire-Bretagne. Au titre de la liste 1, aucune autorisation ou concession ne peut être accordée pour la construction de nouveaux ouvrages s'ils constituent un obstacle à la continuité écologique et le renouvellement de la concession ou de l'autorisation des ouvrages existants est subordonné à des prescriptions permettant de maintenir le très bon état écologique des eaux. Au titre de la liste 2, tout ouvrage doit être géré, entretenu et équipé selon des règles définies par l'autorité administrative, en concertation avec le propriétaire ou, à défaut, l'exploitant,.
Sur le plan piscicole, le Cher est classé en deuxième catégorie piscicole. Le groupe biologique dominant est constitué essentiellement de poissons blancs (cyprinidés) et de carnassiers (brochet, sandre et perche).
Le Filet, d'une longueur totale de 19,6 km, prend sa source dans la commune de Dierre et se jette dans le Cher à Tours, après avoir traversé 10 communes.
Ce cours d'eau est classé dans la liste 1 au titre de l'article L. 214-17 du code de l'environnement sur le Bassin Loire-Bretagne. Du fait de ce classement, aucune autorisation ou concession ne peut être accordée pour la construction de nouveaux ouvrages s'ils constituent un obstacle à la continuité écologique et le renouvellement de la concession ou de l'autorisation des ouvrages existants est subordonné à des prescriptions permettant de maintenir le très bon état écologique des eaux.
Sur le plan piscicole, le Filet est également classé en deuxième catégorie piscicole.

### Climat
Pour des articles plus généraux, voir Climat du Centre-Val de Loire et Climat d'Indre-et-Loire.
En 2010, le climat de la commune est de type climat océanique altéré, selon une étude du CNRS s'appuyant sur une série de données couvrant la période 1971-2000. En 2020, Météo-France publie une typologie des climats de la France métropolitaine dans laquelle la commune est toujours exposée à un climat océanique altéré et est dans la région climatique Moyenne vallée de la Loire, caractérisée par une bonne insolation (1 850 h/an) et un été peu pluvieux.
Pour la période 1971-2000, la température annuelle moyenne est de 11,7 °C, avec une amplitude thermique annuelle de 15,1 °C. Le cumul annuel moyen de précipitations est de 669 mm, avec 11,1 jours de précipitations en janvier et 6,5 jours en juillet. Pour la période 1991-2020, la température moyenne annuelle observée sur la station météorologique de Météo-France la plus proche, « Tours - Parcay-Meslay », sur la commune de Parçay-Meslay à 9 km à vol d'oiseau, est de 12,2 °C et le cumul annuel moyen de précipitations est de 677,8 mm,. Pour l'avenir, les paramètres climatiques de la commune estimés pour 2050 selon différents scénarios d'émission de gaz à effet de serre sont consultables sur un site dédié publié par Météo-France en novembre 2022.
| Mois                                  | jan.             | fév.             | mars           | avril           | mai             | juin           | jui.           | août           | sep.           | oct.            | nov.            | déc.             | année      |
| ------------------------------------- | ---------------- | ---------------- | -------------- | --------------- | --------------- | -------------- | -------------- | -------------- | -------------- | --------------- | --------------- | ---------------- | ---------- |
| Température minimale moyenne (°C)     | 2,5              | 2,3              | 4,3            | 6               | 9,4             | 12,6           | 14,4           | 14,3           | 11,4           | 9               | 5,3             | 2,9              | 7,9        |
| Température moyenne (°C)              | 5,1              | 5,6              | 8,6            | 11              | 14,5            | 18             | 20,2           | 20,2           | 16,8           | 13              | 8,3             | 5,5              | 12,2       |
| Température maximale moyenne (°C)     | 7,7              | 9                | 12,9           | 16              | 19,6            | 23,4           | 25,9           | 26             | 22,1           | 17              | 11,4            | 8,1              | 16,6       |
| Record de froid (°C) date du record   | −17,4 17.01.1987 | −14,2 04.02.1963 | −10,3 01.03.05 | −3,4 21.04.1991 | −0,6 08.05.1974 | 2,6 05.06.1969 | 4,3 05.07.1965 | 4,8 30.08.1986 | 0,9 11.09.1972 | −2,3 29.10.1997 | −7,1 24.11.1998 | −18,5 29.12.1964 | −18,5 1964 |
| Record de chaleur (°C) date du record | 16,9 15.01.1975  | 22,1 27.02.19    | 25,3 31.03.21  | 29,2 30.04.05   | 31,8 27.05.05   | 39,1 18.06.22  | 40,8 25.07.19  | 39,8 10.08.03  | 35,5 09.09.23  | 31,1 02.10.23   | 22,3 07.11.15   | 18,5 07.12.00    | 40,8 2019  |
| Ensoleillement (h)                    | 684              | 952              | 1 488          | 1 873           | 2 142           | 2 285          | 2 471          | 2 377          | 1 913          | 1 229           | 789             | 646              | 18 848     |
| Précipitations (mm)                   | 63               | 52,4             | 48,7           | 53              | 57,7            | 53,2           | 46,6           | 44             | 51,8           | 66              | 69,3            | 72,1             | 677,8      |

## Urbanisme

### Typologie
Au 1er janvier 2024, Saint-Avertin est catégorisée grand centre urbain, selon la nouvelle grille communale de densité à sept niveaux définie par l'Insee en 2022.
Elle appartient à l'unité urbaine de Tours, une agglomération intra-départementale regroupant 38  communes, dont elle est une commune de la banlieue,,. Par ailleurs la commune fait partie de l'aire d'attraction de Tours, dont elle est une commune du pôle principal,. Cette aire, qui regroupe 162 communes, est catégorisée dans les aires de 200 000 à moins de 700 000 habitants,.

### Occupation des sols

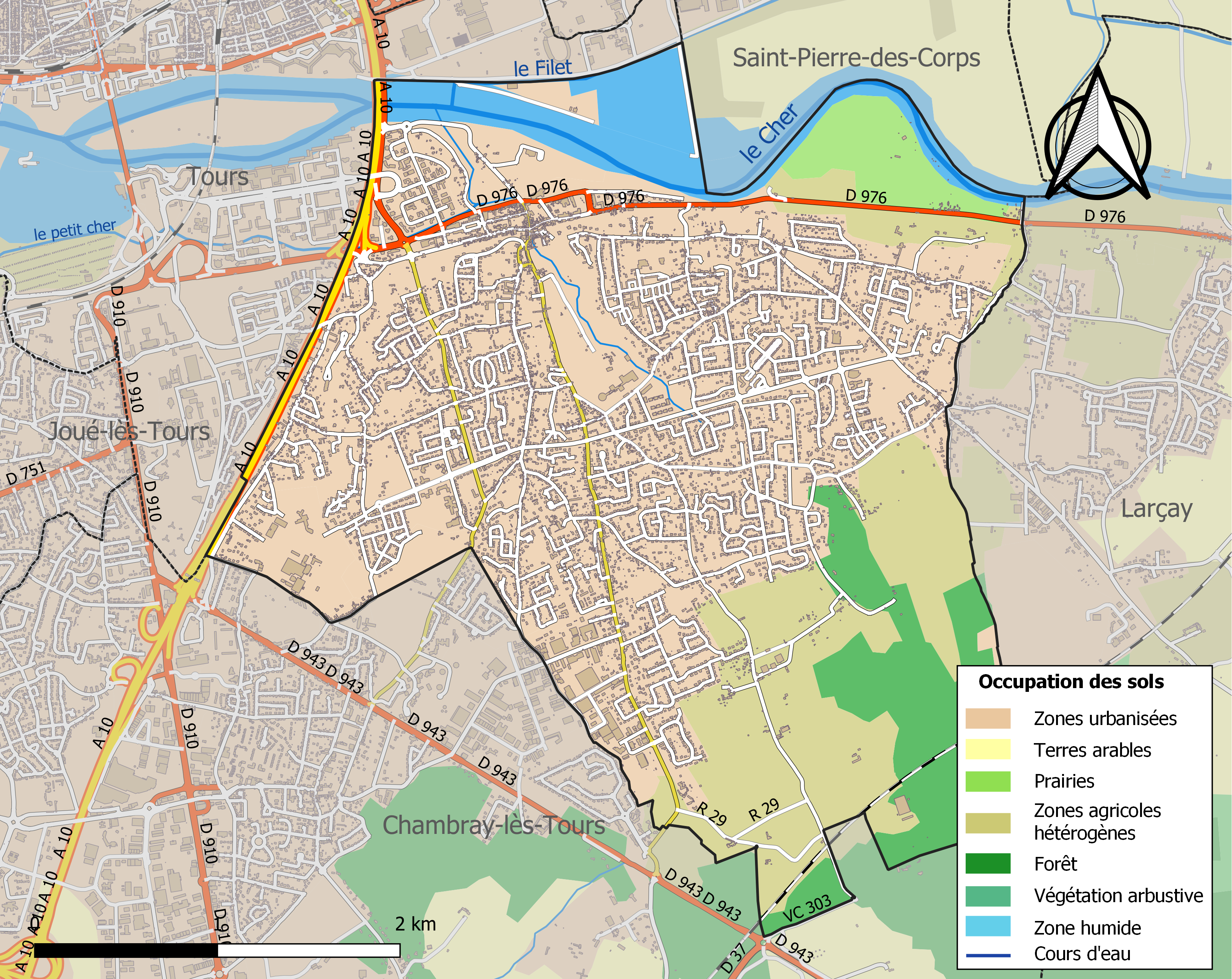
Carte des infrastructures et de l'occupation des sols de la commune en 2018 (CLC).

L'occupation des sols de la commune, telle qu'elle ressort de la base de données européenne d’occupation biophysique des sols Corine Land Cover (CLC), est marquée par l'importance des territoires artificialisés (65,8 % en 2018), en augmentation par rapport à 1990 (57,4 %). La répartition détaillée en 2018 est la suivante : 
zones urbanisées (55,4 %), zones agricoles hétérogènes (17,1 %), forêts (8,5 %), zones industrielles ou commerciales et réseaux de communication (7,1 %), eaux continentales (5,7 %), espaces verts artificialisés, non agricoles (3,3 %), prairies (2,9 %). L'évolution de l’occupation des sols de la commune et de ses infrastructures peut être observée sur les différentes représentations cartographiques du territoire : la carte de Cassini (XVIIIe siècle), la carte d'état-major (1820-1866) et les cartes ou photos aériennes de l'IGN pour la période actuelle (1950 à aujourd'hui).

### Risques majeurs
Le territoire de la commune de Saint-Avertin est vulnérable à différents aléas naturels : météorologiques (tempête, orage, neige, grand froid, canicule ou sécheresse), inondations, mouvements de terrains et séisme (sismicité faible). Un site publié par le BRGM permet d'évaluer simplement et rapidement les risques d'un bien localisé soit par son adresse soit par le numéro de sa parcelle.
Certaines parties du territoire communal sont susceptibles d’être affectées par le risque d’inondation par débordement de cours d'eau, notamment le Cher et le Filet. La commune fait partie du territoire à risques importants d'inondation (TRI) de Tours, un des 21 TRI qui ont été arrêtés fin 2012 sur le bassin Loire-Bretagne et portés à 22 lors de l'actualisation de 2018. Des cartes des surfaces inondables ont été établies pour trois scénarios : fréquent (crue de temps de retour de 10 ans à 30 ans), moyen (temps de retour de 100 ans à 300 ans) et extrême (temps de retour de l'ordre de 1 000 ans, qui met en défaut tout système de protection),. La commune a été reconnue en état de catastrophe naturelle au titre des dommages causés par les inondations et coulées de boue survenues en 1992, 1993 et 1999,.

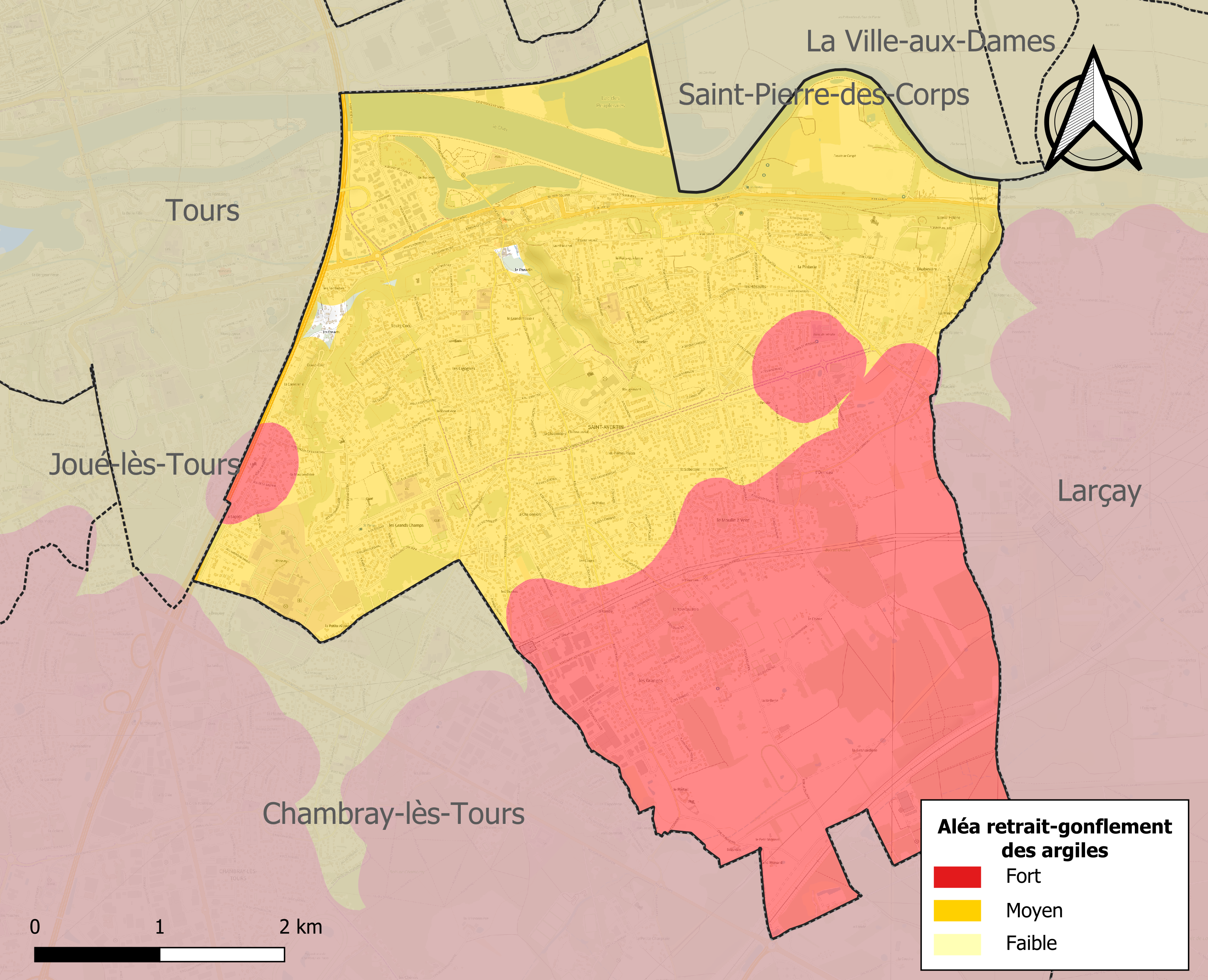
Carte des zones d'aléa retrait-gonflement des sols argileux de Saint-Avertin.

La commune est vulnérable au risque de mouvements de terrains constitué principalement du retrait-gonflement des sols argileux. Cet aléa est susceptible d'engendrer des dommages importants aux bâtiments en cas d’alternance de périodes de sécheresse et de pluie. 99,6 % de la superficie communale est en aléa moyen ou fort (90,2 % au niveau départemental et 48,5 % au niveau national). Sur les 5 005 bâtiments dénombrés sur la commune en 2019, 4983 sont en aléa moyen ou fort, soit 100 %, à comparer aux 91 % au niveau départemental et 54 % au niveau national. Une cartographie de l'exposition du territoire national au retrait gonflement des sols argileux est disponible sur le site du BRGM,.
Concernant les mouvements de terrains, la commune a été reconnue en état de catastrophe naturelle au titre des dommages causés par la sécheresse en 1989, 1990, 1992, 1993, 1996, 1997, 2005, 2011 et 2019, par des mouvements de terrain en 1999 et 2001 et par des éboulements et/ou chutes de blocs en 1998.

## Toponymie
Le premier nom attesté de la localité est Venciacum, selon la charte de Hugues, abbé de Saint-Martin, en 930. Le nom évolua ensuite en Vençay (autres formes : Venzay, Vinçay, Vançay), dénomination donnée en 1276
La commune prend le nom de Saint-Avertin au XIVe siècle. Selon la légende, saint Avertin serait né au XIIe siècle en Grande-Bretagne, de parents nobles et très religieux. Il aurait été le compagnon de Thomas Becket durant son exil en France puis serait devenu curé de Vencay où il serait mort et enterré. Aucun texte n'atteste ces faits mais la popularité du culte à Saint-Avertin se développe du XVe au XVIIIe siècle dans tout l'Ouest de la France.
Saint Avertin, connu aussi sous le nom de saint Iverzin est honoré surtout dans le Finistère, à l'église Saint-Mathieu de Morlaix (la statue est désormais au musée départemental breton de Quimper), à Plouezoc'h (dans une chapelle disparue), à Kergloff où il est connu localement sous le nom de saint Libertin), mais aussi dans les Côtes-d'Armor, à Plestin-les-Grèves, à Trédaniel et à Coëtmieux par exemple. Le saint était souvent invoqué pour les maux de tête, mais parfois aussi contre la dysenterie.
Au cours de la Révolution française, la commune reprit provisoirement le nom de Vençay[réf. nécessaire].

## Histoire

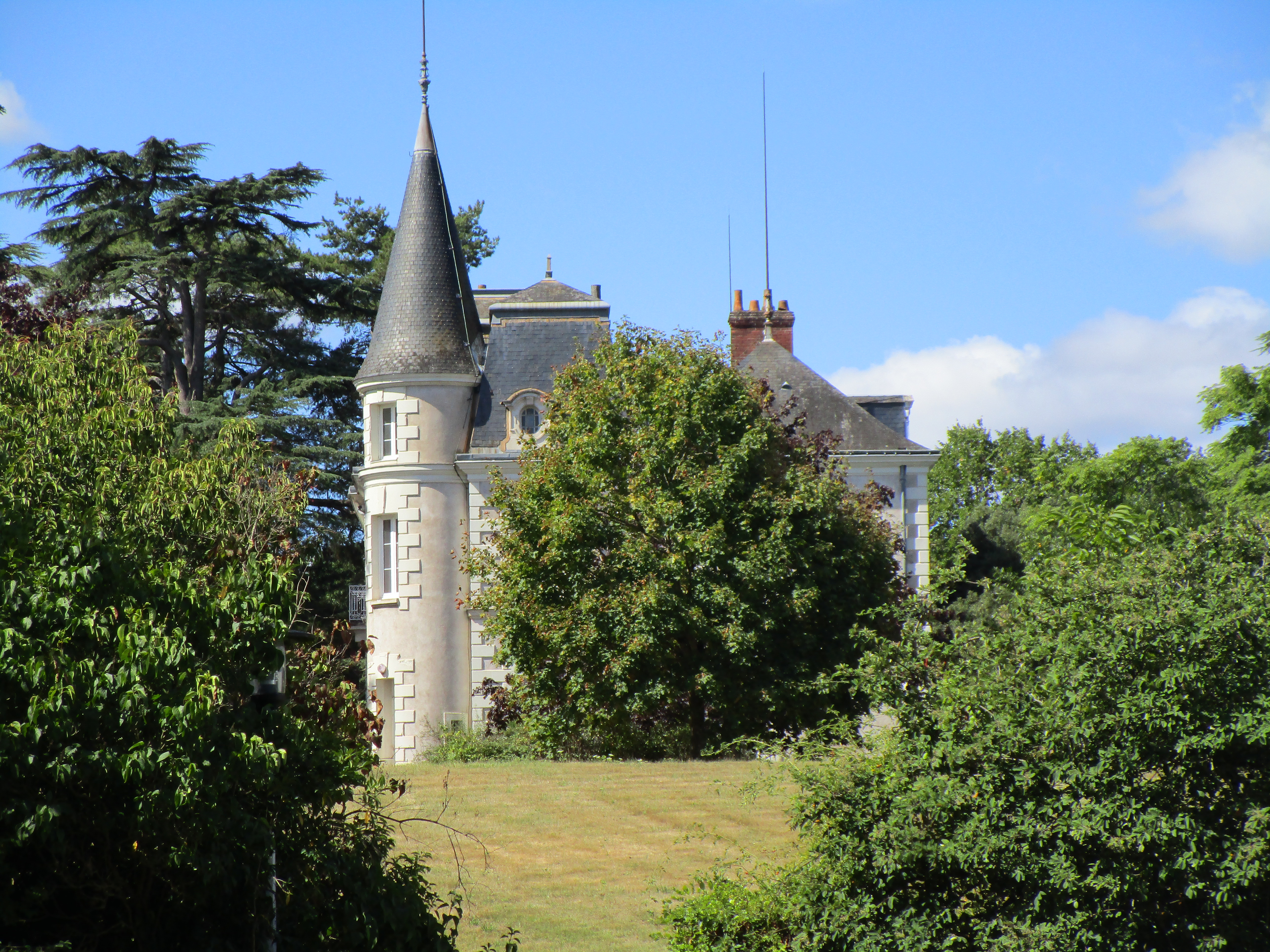
Domaine dans le parc du quartier de la Camusière.

Lors de l'époque gallo-romaine, un hameau se développe dans la partie nord de l'actuelle commune, autour des carrières de pierres de l'Ecorcheveau. Sa production sert au développement de Caesarodunum (actuelle Tours) et plus tard pour la cathédrale Saint-Gatien.
Au IXe siècle, le territoire de l'actuelle commune de Saint-Avertin appartenait à la collégiale Saint-Martin, ainsi dans un document daté du 7 janvier 941, le prince Hugues le Grand restitue Saint-Avertin (désigné en latin Venciacum) à l'abbaye Saint Martin de Tours après l'avoir usurpé pour son propre bénéfice (acte cité par E. Mabille, La Pancarte noire de Saint Matin de Tours, 1866). De fait, cet acte permet de comprendre que Saint Avertin faisait partie d'un important ensemble foncier relevant de l'abbate, appelé la Porterie, et en conséquence fortement convoité. Deux foyers de peuplement existaient : un village à l'emplacement du centre-ville actuel, et Bourg-Cocu, situé à l'ouest, vers la Rue de Grand-Cour.
Le village au bord du Cher était un point de passage sur la route de Loches à Tours. Henri II Plantagenêt y aurait fait construire un pont en 1162. Durant, la guerre de Cent Ans, en septembre 1356, lors de la chevauchée du Prince noir le pont est coupé et le village brûlé sur ordre du maréchal Jean de Clermont-Nesle afin de retarder les Anglo-Gascons.

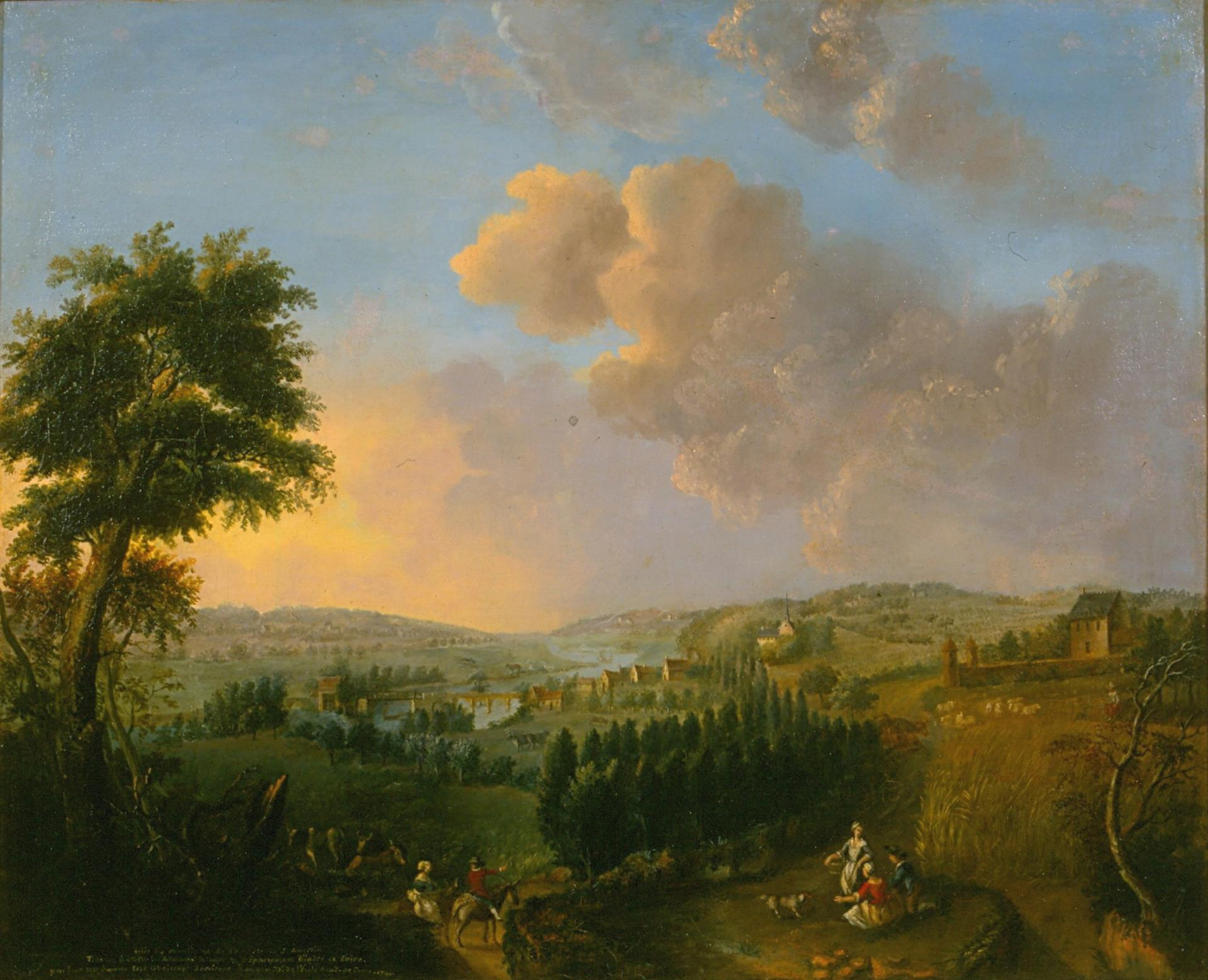
Vue du moulin et de la côte de Saint-Avertin, par Charles-Antoine Rougeot.

La ville apparaît dans le roman La Chambre des dames de Jeanne Bourin, dont l'action a lieu au XIIIe siècle, sous son ancien nom, Vançay.

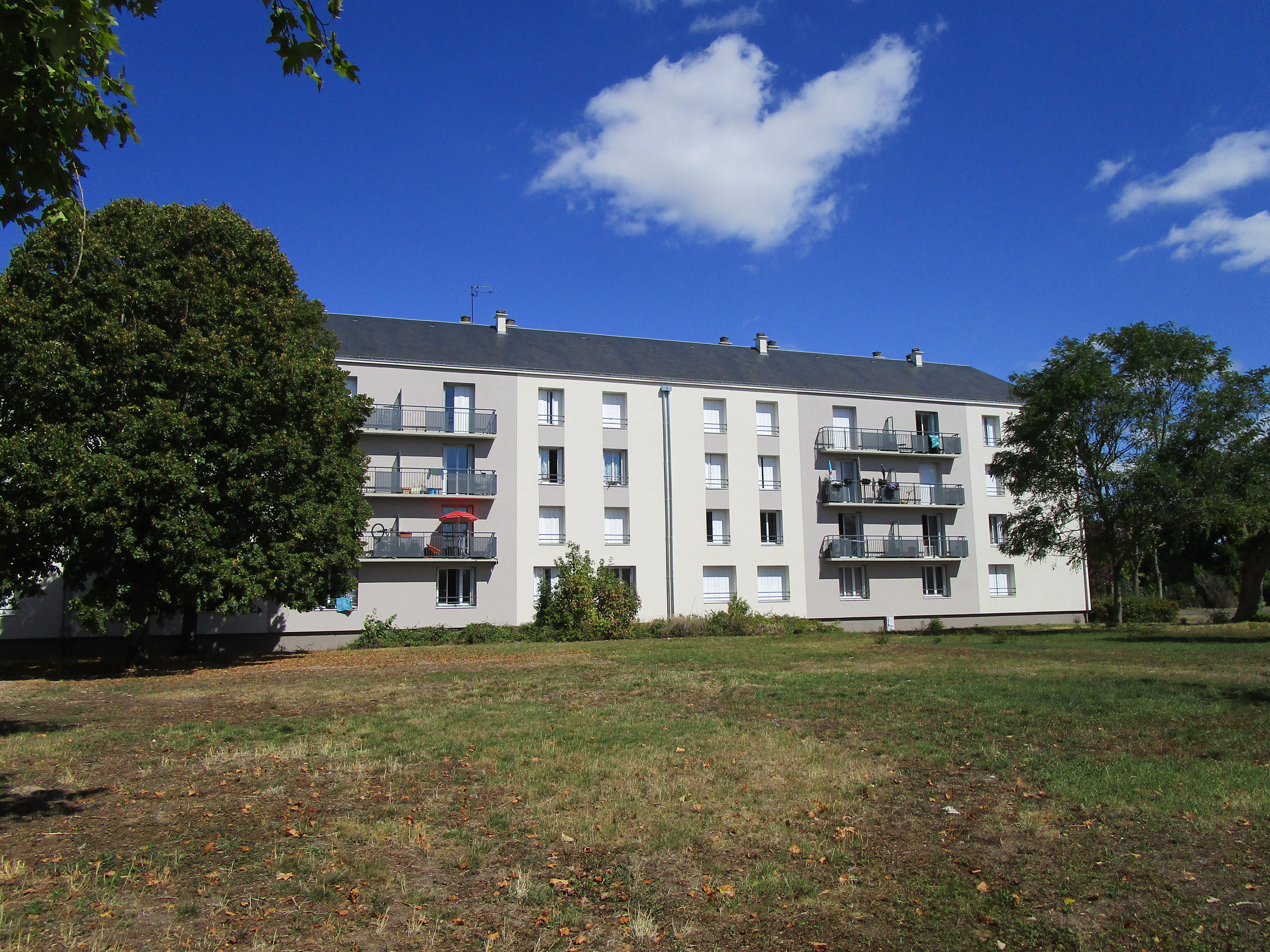
Quartier Château-Fraisier.

La seconde moitié du XXe siècle a vu un triplement de la population, à la suite de la construction d'habitats pavillonnaires sur un territoire largement dévolu à l'agriculture. Au XXIe siècle, l'agriculture a pratiquement disparu, notamment les vignobles qui faisaient sa réputation. La ville compte aussi quelques rares habitats collectifs, dont la cité Château-Fraisier, 154 appartements construits au début des années 1960 dans le nord de la ville. L'ensemble est rénové par le bailleur social en 2021, qui réalise la réfection des façades et leur isolation thermique.
Dans le centre, on trouve le quartier des Grands-Champs, soit 164 logements sociaux bâtis dans les années 1970 et réhabilités en 2017. La ville ne compte toutefois que 12 % de logements sociaux en 2018, en infraction avec la législation, et est soumise à des amendes. La population est généralement aisée, Saint-Avertin étant la cinquième commune la plus riche du département.

## Politique et administration

### Tendances politiques et résultats
| Scrutin             | Scrutin             | 1er tour | 1er tour | 1er tour | 1er tour | 1er tour | 1er tour | 1er tour | 1er tour | 1er tour | 1er tour | 1er tour | 1er tour | 2d tour | 2d tour | 2d tour | 2d tour | 2d tour | 2d tour |
| Scrutin             | Scrutin             | 1er      | 1er      | %        | 2e       | 2e       | %        | 3e       | 3e       | %        | 4e       | 4e       | %        | 1er     | 1er     | %       | 2e      | 2e      | %       |
| ------------------- | ------------------- | -------- | -------- | -------- | -------- | -------- | -------- | -------- | -------- | -------- | -------- | -------- | -------- | ------- | ------- | ------- | ------- | ------- | ------- |
| Présidentielle 2017 | Présidentielle 2017 |          | EM       | 31,64    |          | LR       | 27,19    |          | LFI      | 14,49    |          | RN       | 11,66    |         | EM      | 79,67   |         | RN      | 20,33   |
| Présidentielle 2022 | Présidentielle 2022 |          | EM       | 39,58    |          | LFI      | 17,27    |          | RN       | 13,77    |          | LR       | 6,66     |         | EM      | 74,08   |         | RN      | 25,92   |
| Législatives 2022   | 3e                  |          | ENS      | 34,13    |          | LFI      | 21,84    |          | UDI      | 21,15    |          | RN       | 12,26    |         | ENS     | 66,57   |         | LFI     | 33,43   |
| Législatives 2024   | 3e                  |          | ENS      | 42,18    |          | LFI      | 25,48    |          | LR-RN    | 23,01    |          | DVD      | 5,00     |         | ENS     | 74,31   |         | LR-RN   | 25,69   |

## Liste des maires

### Politique environnementale
Dans son palmarès 2016, le Conseil national de villes et villages fleuris de France a attribué trois fleurs à la commune au Concours des villes et villages fleuris.

## Population et société

### Démographie
L'évolution du nombre d'habitants est connue à travers les recensements de la population effectués dans la commune depuis 1793. Pour les communes de plus de 10 000 habitants les recensements ont lieu chaque année à la suite d'une enquête par sondage auprès d'un échantillon d'adresses représentant 8 % de leurs logements, contrairement aux autres communes qui ont un recensement réel tous les cinq ans,.

En 2022, la commune comptait 15 075 habitants, en évolution de +0,58 % par rapport à 2016 (Indre-et-Loire : +1,67 %, France hors Mayotte : +2,11 %).
| 1793  | 1800  | 1806  | 1821  | 1831  | 1836  | 1841  | 1846  | 1851  |
| ----- | ----- | ----- | ----- | ----- | ----- | ----- | ----- | ----- |
| 1 180 | 1 272 | 1 267 | 1 167 | 1 296 | 1 300 | 1 307 | 1 322 | 1 359 |

| 1856  | 1861  | 1866  | 1872  | 1876  | 1881  | 1886  | 1891  | 1896  |
| ----- | ----- | ----- | ----- | ----- | ----- | ----- | ----- | ----- |
| 1 333 | 1 457 | 1 541 | 1 604 | 1 700 | 1 731 | 1 824 | 1 706 | 1 723 |

| 1901  | 1906  | 1911  | 1921  | 1926  | 1931  | 1936  | 1946  | 1954  |
| ----- | ----- | ----- | ----- | ----- | ----- | ----- | ----- | ----- |
| 1 739 | 1 752 | 1 905 | 2 137 | 2 608 | 2 870 | 3 009 | 4 005 | 3 907 |

| 1962  | 1968  | 1975  | 1982   | 1990   | 1999   | 2006   | 2011   | 2016   |
| ----- | ----- | ----- | ------ | ------ | ------ | ------ | ------ | ------ |
| 5 146 | 7 415 | 8 795 | 10 115 | 12 187 | 14 092 | 13 931 | 14 461 | 14 988 |

| 2021   | 2022   | - | - | - | - | - | - | - |
| ------ | ------ | - | - | - | - | - | - | - |
| 15 000 | 15 075 | - | - | - | - | - | - | - |

Source : EHESS

### Enseignement

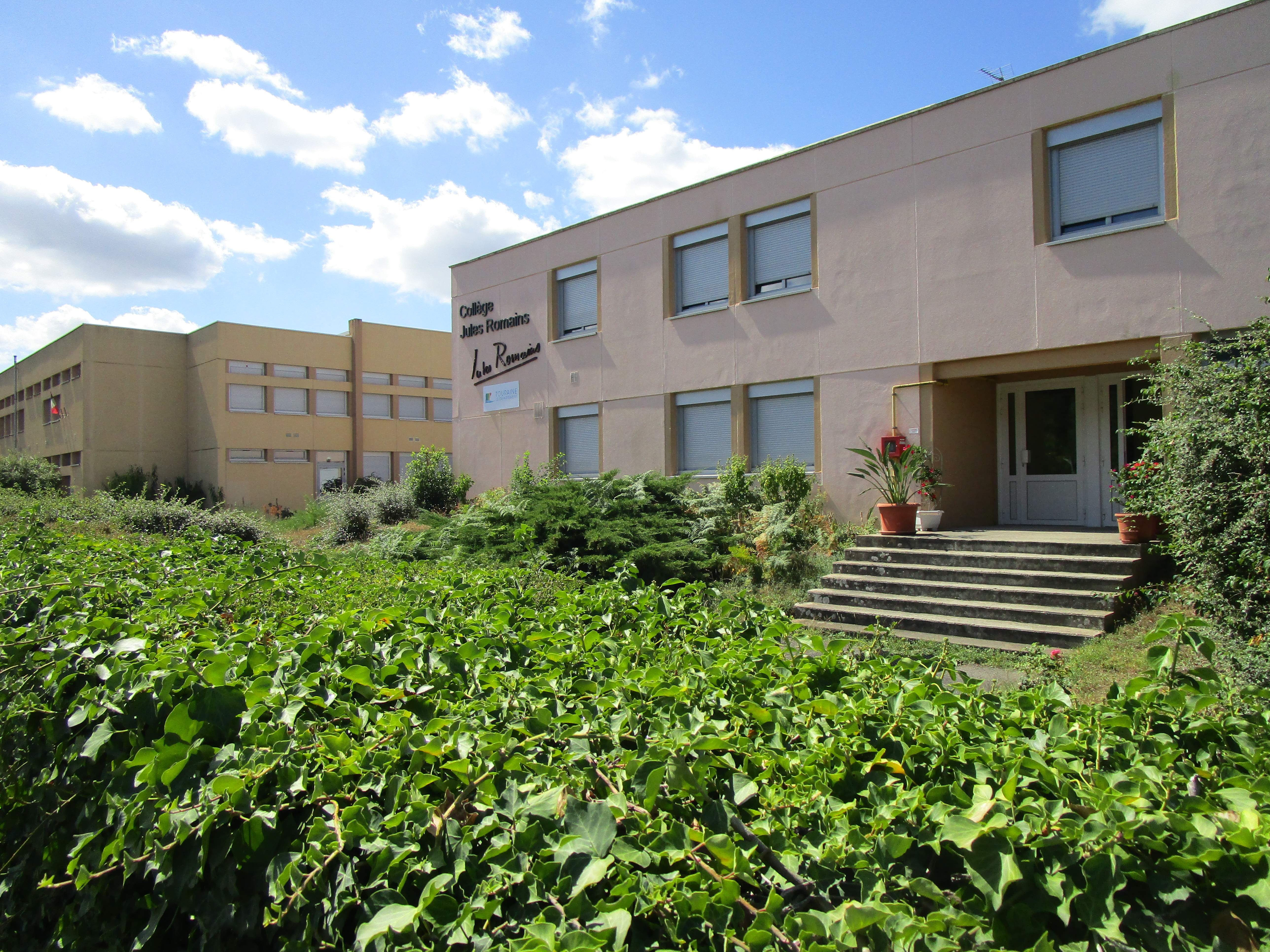
Collège Jules Romains.

Saint-Avertin se situe dans l'Académie d'Orléans-Tours (Zone B) et dans la circonscription de Saint-avertin.
La commune compte plusieurs établissements scolaires :

#### Écoles publiques
- École maternelle Léon Brûlon
- École élémentaire Brûlon-Plantin
- École primaire Henri Adam
- École primaire Les Grands Champs

#### Écoles privées
- École primaire privée Montessori
- École primaire privée Tilia

#### Collège
- Collège Jules Romains

## Transports

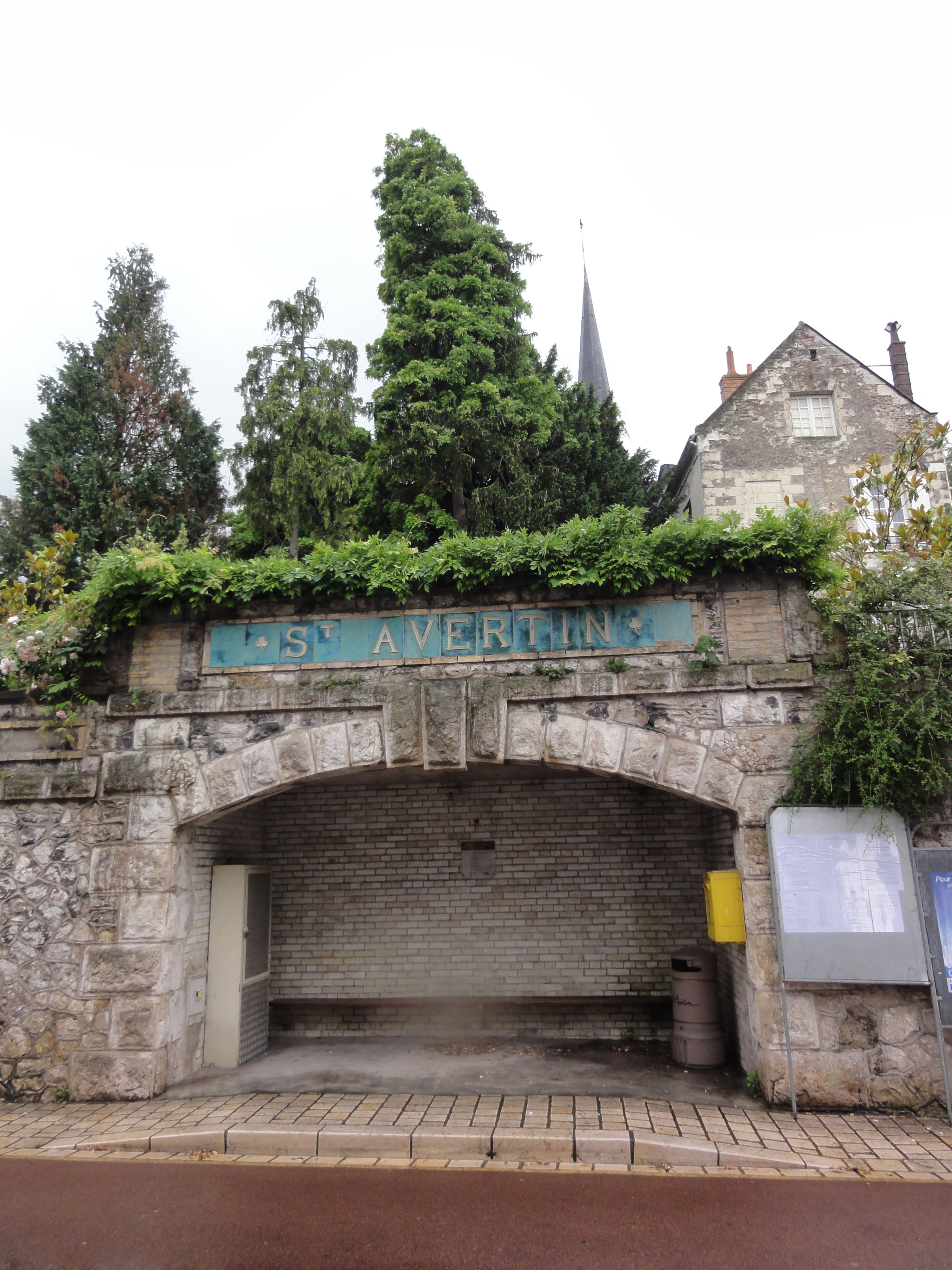
Ancienne halte du tramway.

Autrefois, un tramway desservait Saint-Avertin. Actuellement, la ville de Saint-Avertin est desservie par le réseau de bus Fil bleu avec notamment les lignes 3a, 10, 19, 35 et 36. Elle est aussi desservie par le réseau Rémi avec la ligne D et le réseau Fil blanc (dépendant du SITCAT).

## Vie associative
La ville de Saint-Avertin accueille de nombreuses associations intervenant dans des secteurs variés : sports, loisirs et culture, nature et environnement, seniors, social et solidarité, enseignements, associations de quartiers, d'anciens combattants, unions professionnelles et autres partis politiques et syndicats.

## Patrimoine et culture locale

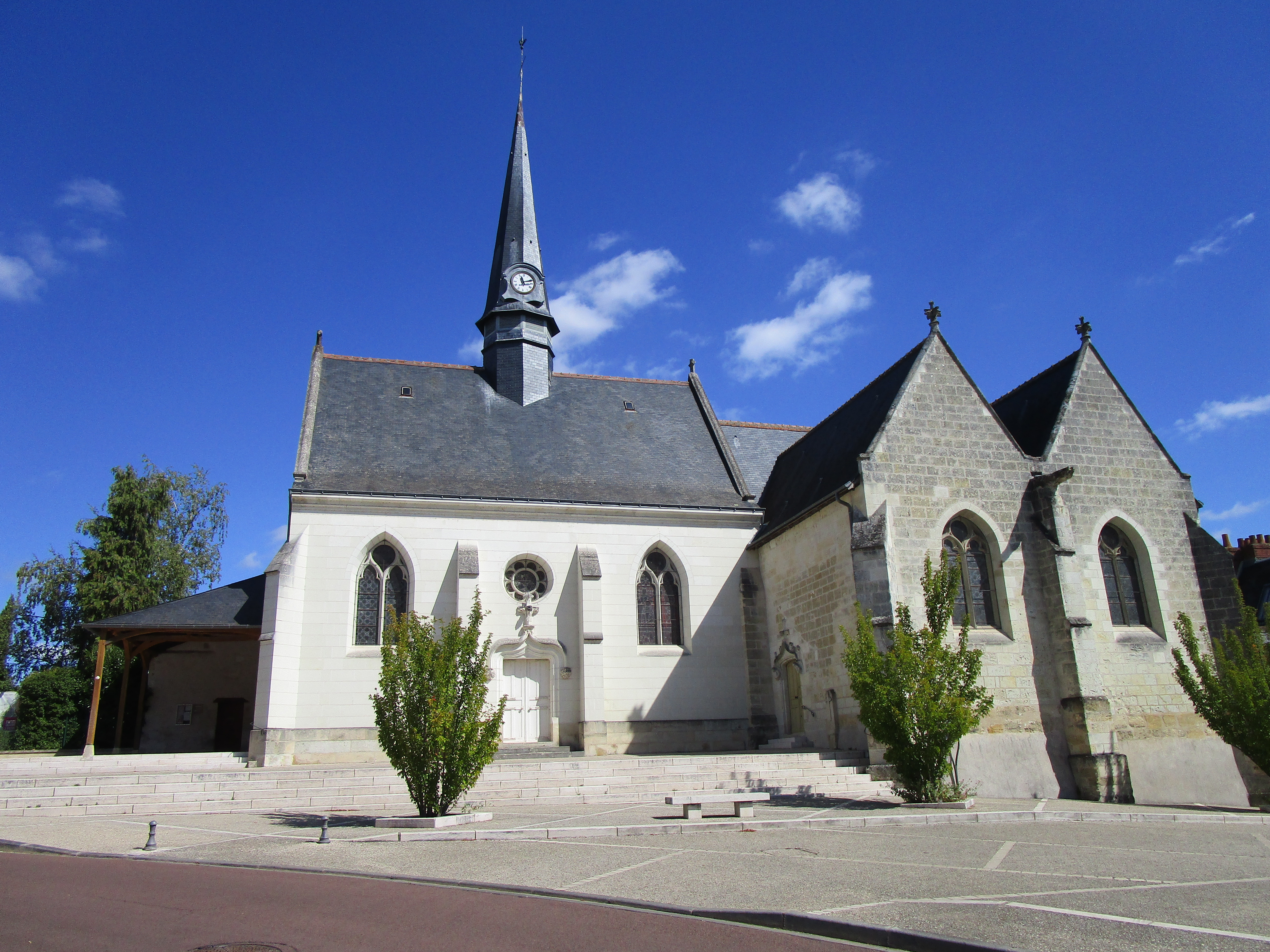
L'église Saint-Pierre.

### Le château de Cangé

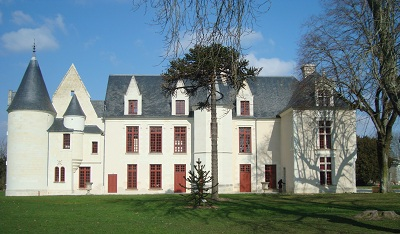
Ce château est le lieu dans lequel est installée la médiathèque de la ville de Saint-Avertin

Le château de Cangé a été édifié au XIIIe siècle pour une famille tourangelle, les d'Andigné. Il se situe au sein d'un parc de quinze hectares sur le coteau à l'est de la ville, dominant ainsi la vallée du Cher.
Plusieurs dynasties de renom occupèrent successivement le château :
- les d'Andigné (1200-1400) ;
- les Montmorin (1400-1489) ;
- les Coningham (1489-1679) ;
- Les Plessis de Grenédan (XIXe siècle) ;
- les Panon Desbassayns de Richemont (1832-1870) ;
- les Pourtalès (XIXe siècle).

Gilbert Imbert de Chastres, maire de Tours, occupa le château, ainsi que quatre maires de Saint-Avertin : Edmond Viot-Prudhomme (?- 1832), le baron  Paul de Richemont (1832-?), Maurice Cottier (1870-?) et le comte Paul de Pourtalès.
Durant de la Seconde Guerre mondiale, le château de Cangé fut réquisitionné pendant cinq jours par le président Albert Lebrun, ainsi que par les services de la présidence de la République. Deux conseils des ministres s'y déroulèrent les 12 et 13 juin 1940. Après la guerre, son propriétaire le laissa à l'abandon. Un incendie le ravagea dans la nuit du 20 au 21 juin 1978. La propriété est finalement rachetée par la commune en 1980.
Après deux ans de rénovations, le château a été réhabilité en une médiathèque moderne tout en respectant l'architecture. Elle a ouvert ses portes le 28 décembre 2012.
Les dépendances ainsi que le vaste parc du château accueillent régulièrement le centre de loisirs de la ville, l'école municipale de musique ainsi que de nombreuses associations. Plusieurs événements y sont régulièrement organisés tout au long de l'année grâce à un grand nombre d'installations : circuit de bicross, jeux, etc.
Effigies royales
On cite près de Saint-Avertin, dans le salon du château de La Sogerie (?) "une série de 68 toiles anonymes du XVIIIe siècle représentant "les portraits de rois de France, le dernier étant Louis XV (mort en 1774) ; ces tableaux de 63 × 53 cm étaient groupés par six ou neuf".
Cet ensemble décoratif (disparu ?) est à rapprocher de quatre autres séries iconographiques, certaines de la région :
- celle de la galerie des 327 portraits (55 × 45 cm en moyenne) du château de Beauregard répartis sur trois niveaux en douze panneaux, initiée par le contrôleur général des Guerres et chancelier de l'Épargne Paul Ardier en 1617 et continuée par ses successeurs pendant 60 ans ;
- celle des 44 portraits encadrés "représentant la cour de France et les cours étrangères" qui dans le lambris de hauteur du vestibule central de la maison de campagne construite aux portes du Mans en 1678 par l'architecte Siméon Garangeau (1647-1741) pour l'abbé Michel le Vayer, grand doyen du chapitre de la cathédrale de cette ville[57];
- au XIXe siècle, les marquis de Biencourt constituèrent une collection de 300 portraits historiques (certains dus à des maîtres) dans leur château d'Azay-le-Rideau (Indre-et-Loire), qui était montrée aux visiteurs, mais qui fut dispersée avec le mobilier lors d'une vente en 1898 (des éléments sont conservés au musée Condé - château de Chantilly).
- enfin le mur sud de la sacristie de l'église de Beaulieu-Les-Loches, « recouvert de panneaux de 90 × 60 cm sur lesquels sont peints les bustes de personnages ou de saints (dont saint François de Sales) sur fond noir »[56].

### Autres
- Manoir de Paradis[58]  Inscrit MH (1962)
- Manoir de la Grand'Cour[59]  Inscrit MH
- Manoir de la Sagerie[60]  Inscrit MH (1942)
- Manoir de la Singerie dit la Cigogne[61]  Inscrit MH (1950)
- Château de Beaugaillard
- Château de Grandmont
- Château de la Camusière
- Manoir des Gougets
- Château du Portail
- Villa Beau-Site
- Clos du Bois Rayer[62]  Inscrit MH (1965)
- Clos de la Houssaye

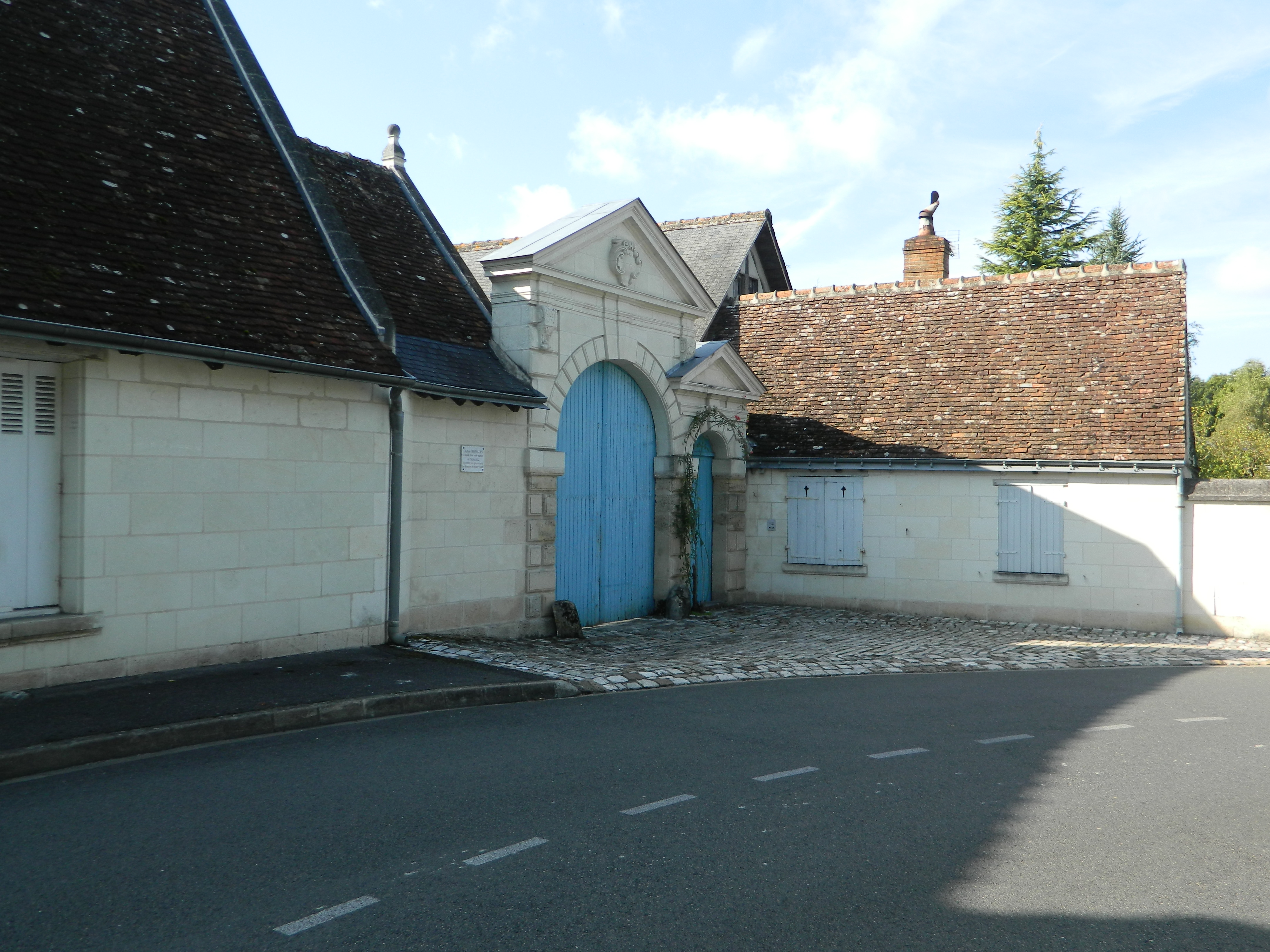
Le manoir de la Grand'Cour.
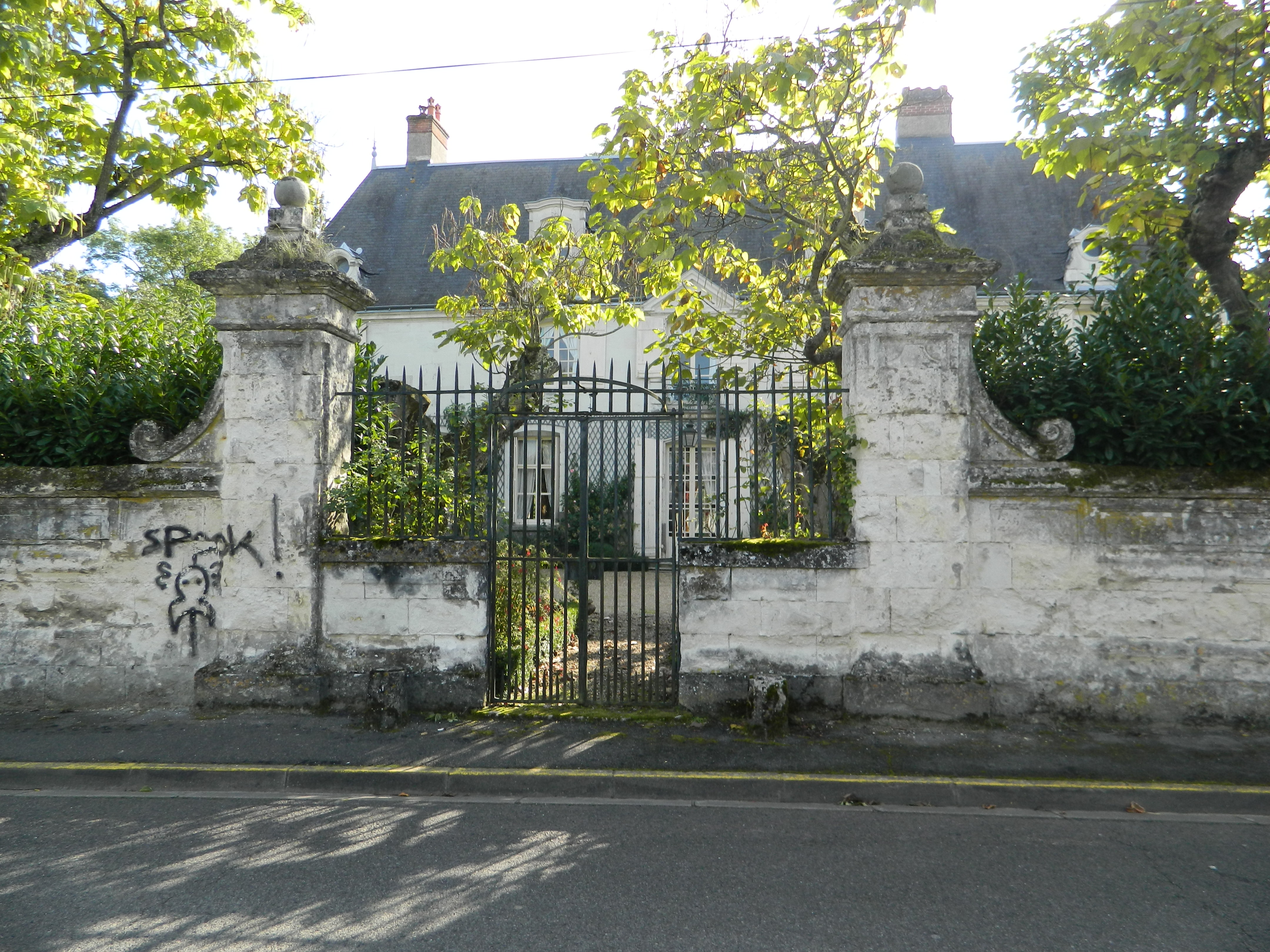
Le manoir de la Singerie.
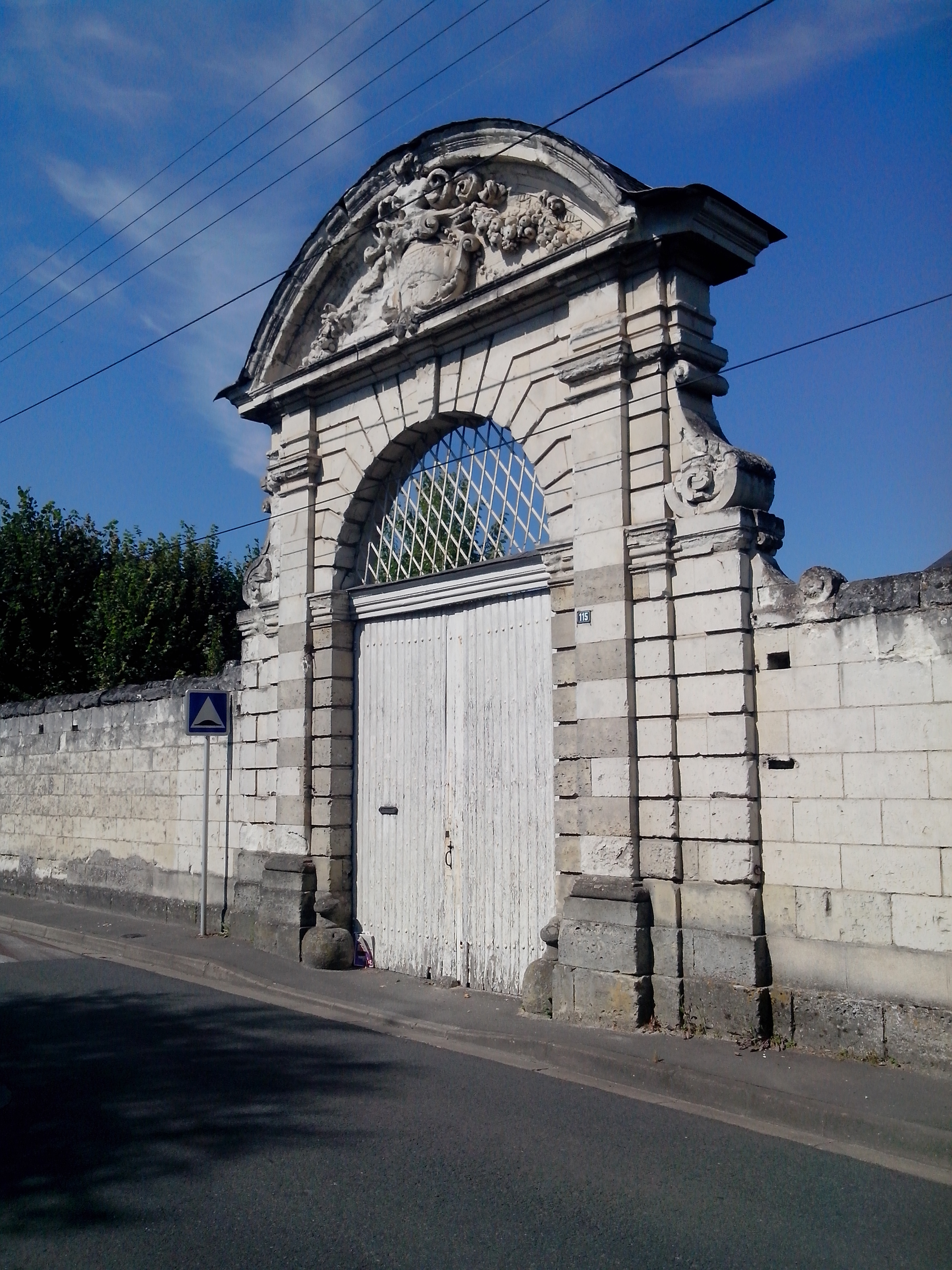
Le manoir de la Sagerie.
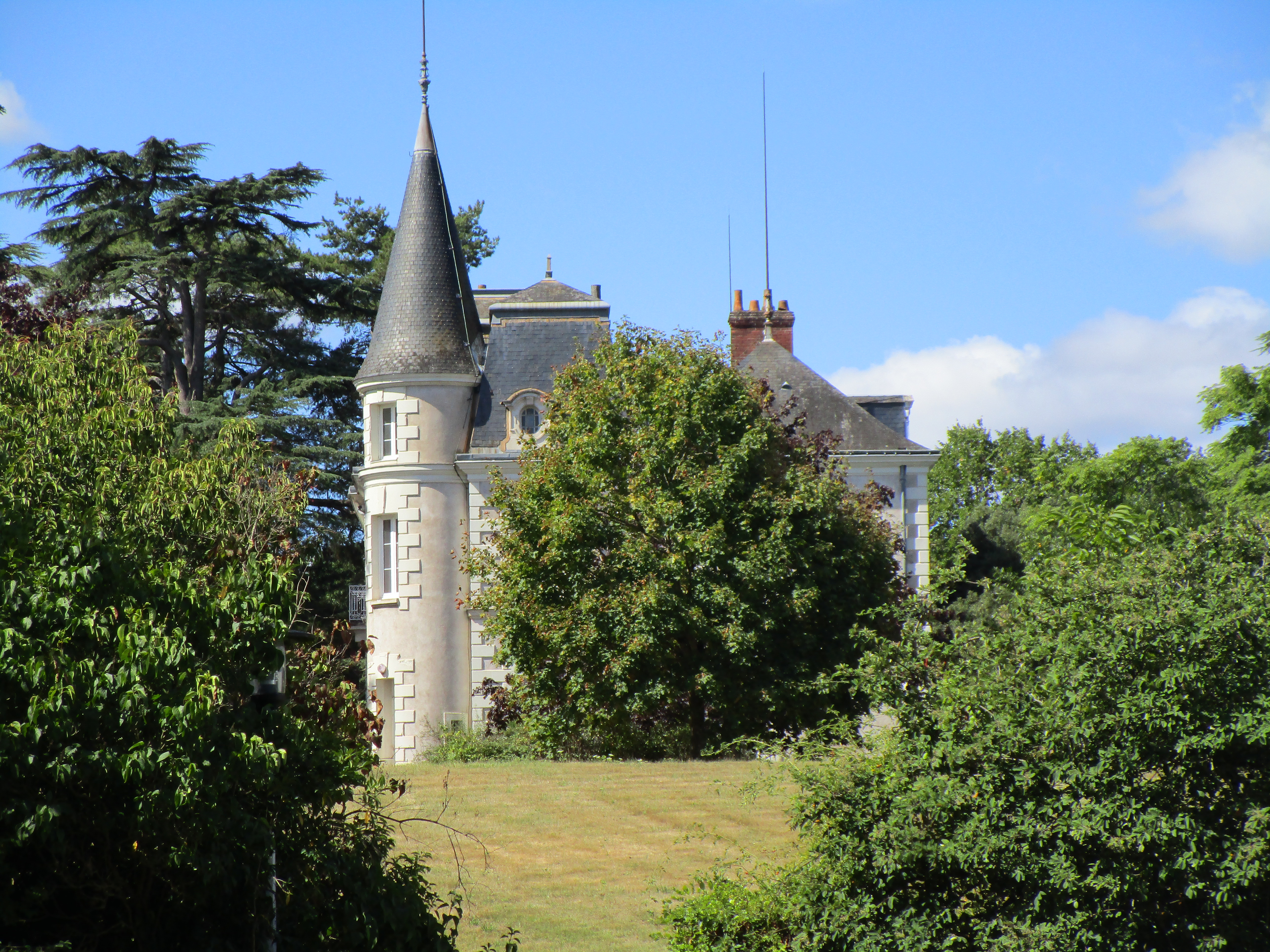
Le château de la Camusière.
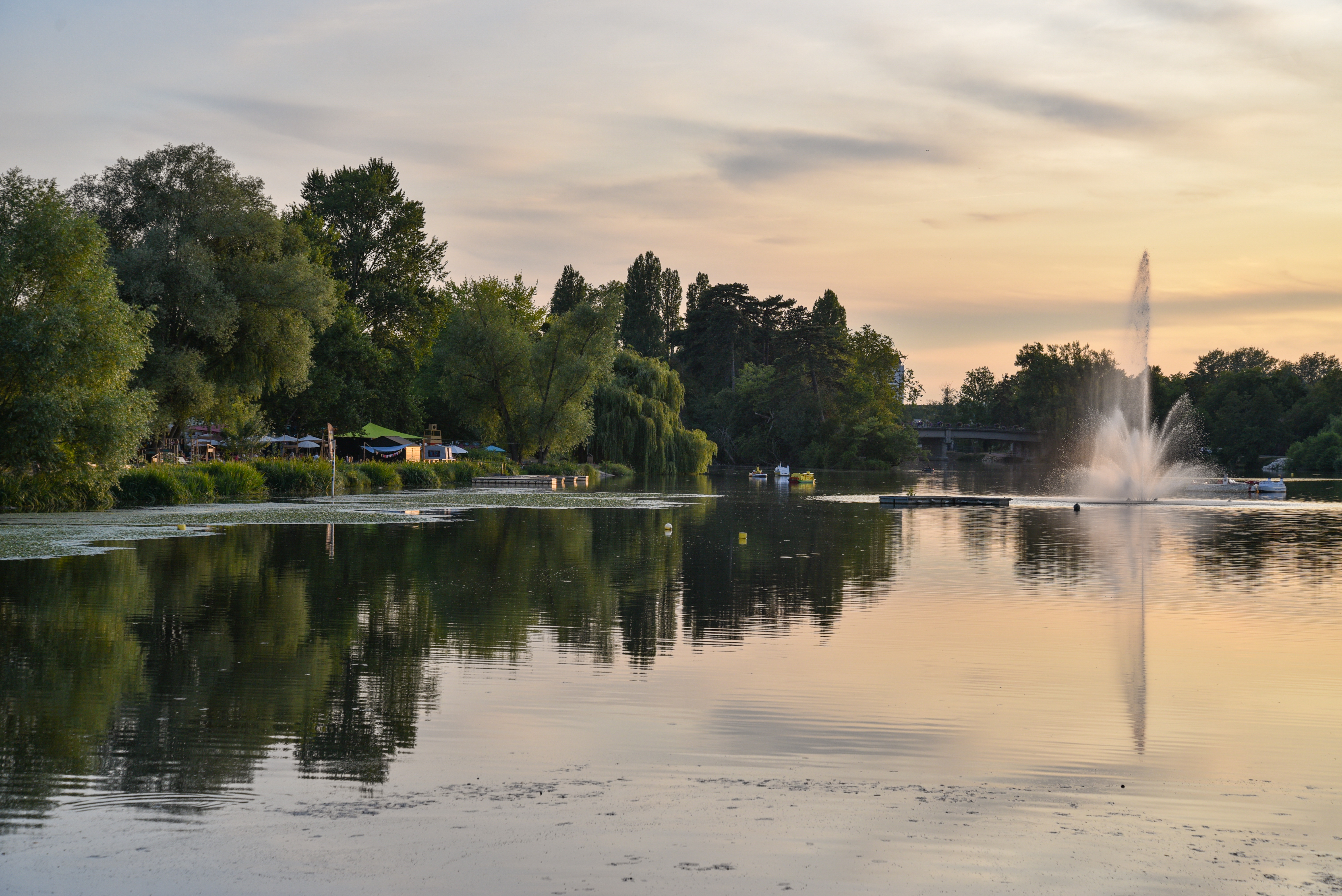
Le lac de Saint-Avertin.

## Héraldique
| Blason de Saint-Avertin | Les armes de Saint-Avertin se blasonnent ainsi : D'argent au pairle de gueules accompagné de trois feuilles de plantin de sinople. |

## Personnalités liées à la commune
- Avertin de Tours, saint supposé décédé dans la commune, lorsqu'elle s'appelait encore Vençay.
- Christophe Plantin, relieur et imprimeur.
- Jules Romains, poète et écrivain.
- Louis-Joseph du Plessis-Mauron de Grenédan, homme politique, maire de Saint-Avertin.
- Georges Alexis Mocquery (1772-1847), général des armées de la République et de l'Empire y est décédé.
- Albert Lebrun, président de la République française.
- Jean Royer, ancien ministre et ancien maire de Tours qui prit sa retraite dans la ville.
- Yann Layma, photographe et écrivain spécialiste de la Chine.
- Baptiste Santamaria footballeur professionnel du Stade Rennais.
- Jean-Michel Vaccaro, musicologue.